# Yūsuke Igawa
Yūsuke Igawa (japanisch 井川 祐輔 Igawa Yūsuke; * 30. Oktober 1982 in der Präfektur Osaka) ist ein ehemaliger japanischer Fußballspieler.

## Karriere
Igawa erlernte das Fußballspielen in der Jugendmannschaft von Gamba Osaka. Seinen ersten Vertrag unterschrieb er 2001 bei den Gamba Osaka. Der Verein spielte in der höchsten Liga des Landes, der J1 League. Im August 2003 wechselte er zum Zweitligisten Sanfrecce Hiroshima. 2003 wurde er mit dem Verein Vizemeister der J2 League und stieg in die J1 League auf. Für den Verein absolvierte er 21 Ligaspiele. Im Juli 2004 wechselte er zum Ligakonkurrenten Nagoya Grampus Eight. Für den Verein absolvierte er 23 Erstligaspiele. 2006 wechselte er zum Ligakonkurrenten Kawasaki Frontale. 2006, 2008 und 2009 wurde er mit dem Verein Vizemeister der J1 League. Mit dem Verein wurde er 2017 japanischer Meister. Für den Verein absolvierte er 229 Erstligaspiele. Danach spielte er bei den Eastern AA. Ende 2019 beendete er seine Karriere als Fußballspieler.

## Erfolge
Kawasaki Frontale
- J1 League

Meister: 2017
Vizemeister: 2006, 2008, 2009
- J.League Cup

Finalist: 2007, 2009, 2017
- Kaiserpokal

Finalist: 2016